# Femslash

Dấu gạch chéo (slash) mang tính biểu tượng, được dùng để phân tách hai cái tên trong việc ghép cặp lãng mạn, mà từ đó tên gọi "truyện slash" ra đời.

Femslash, hay còn được gọi với những cái tên như "f/f slash", "f/f", "femmeslash", "altfic" hoặc "saffic", là một nhánh nhỏ của dòng truyện fan fic slash tập trung vào mối quan hệ tình cảm và/hoặc tình dục giữa các nhân vật giả tưởng là nữ.